# エンド・オブ・トゥモロー
『エンド・オブ・トゥモロー』（THE STORM）は、アメリカ合衆国のテレビ映画。二部構成で『Ep1地球は警告する』は2009年7月26日に、『Ep2すべてが終わる日』は同年8月2日にNBCで放送された。

## 概要
異常気象をテーマとしたパニック映画。
2010年4月9日に完全版DVDが発売された。

## キャスト
| 役名         | 俳優                               | 日本語吹替 |
| ------------ | ---------------------------------- | ---------- |
| カーク       | ジェームズ・ヴァン・ダー・ビーク   | 茶花健太   |
| テレル       | トリート・ウィリアムズ             | 天田益男   |
| マグラス     | ジョン・ラロケット                 | 向井修     |
| ブラクストン | デヴィッド・ジェームズ・エリオット | 三上哲     |
| ウィリアムズ | マリソル・ニコルズ                 | 林真里花   |
| スティルマン | ルーク・ペリー                     | 木下浩之   |
| ウィルソン   | テリー・ポロ                       | 水野ゆふ   |
| マイヤーズ   | エリン・チェンバース               | 瑚海みどり |
| ホフマン     | リッチ・ソマー                     | 遠藤純一   |
| アナ         | エラ・トーマス                     | KOTA       |
| ドレクスラー | トロイ・ウィンブッシュ             | 黒澤剛史   |
| フランコ     | ホルヘ＝ルイス・パジョ             | 中嶋将平   |
| グラシア     | レベッカ・モントーヤ               | 松本佳奈   |
| グレッチェン | ジャネット・ソウサー               | 梨花まゆり |

- その他の声の吹き替え：真田五郎／高桑満／岐部公好／篠原千佳／池田ヒトシ／桜井ひとみ／後藤淳一／斎藤寛仁／外谷勝由